# خان ياسين الخضيري
خان ياسين جلبي الخضيري أو خان الخضيري، من خانات بغداد القديمة ويقع في شارع المستنصر في بغداد.
وتعود تسمية الخان بهذا الاسم نسبة إلى التاجر الكبير ياسين باشا الخضيري، والذي أسسه عام 1922 م، بعد أن اشترى دار  أحد وجهاء بغداد أنور درويش الحيدري. لكن الخان كان موجوداً قبل هذا التاريخ.
ويتكون الخان من طابقين مسقوفان بطريقة العقادة. تحول الخان لاحقاً إلى سوقٍ للملابس في العصر الحالي.

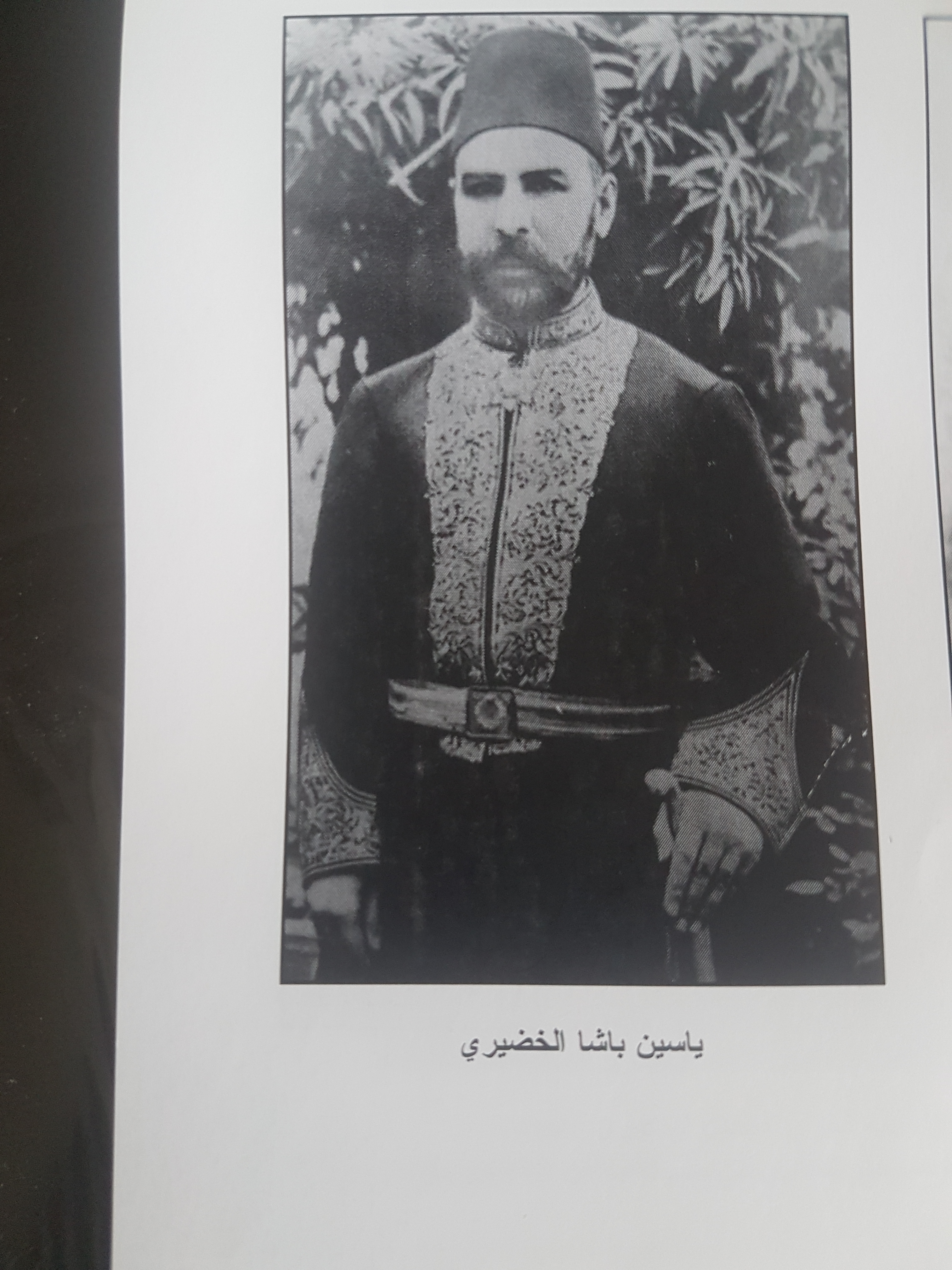
ياسين باشا الخضيري

## معرض الصور

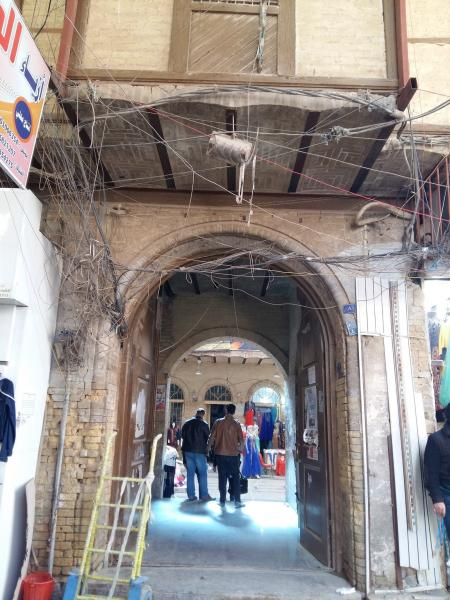

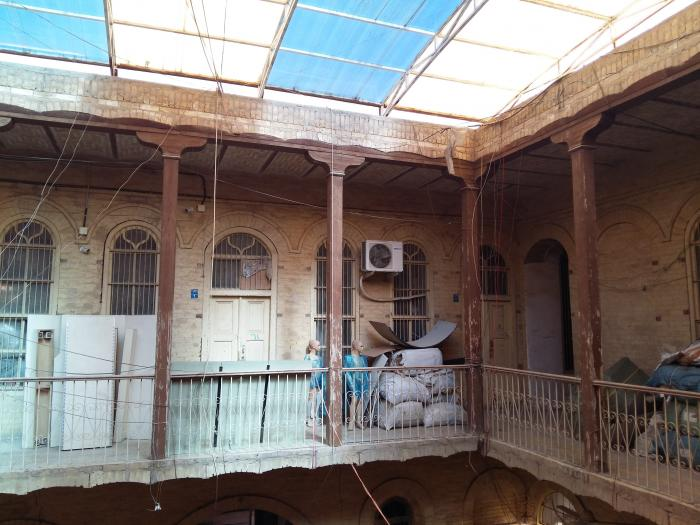

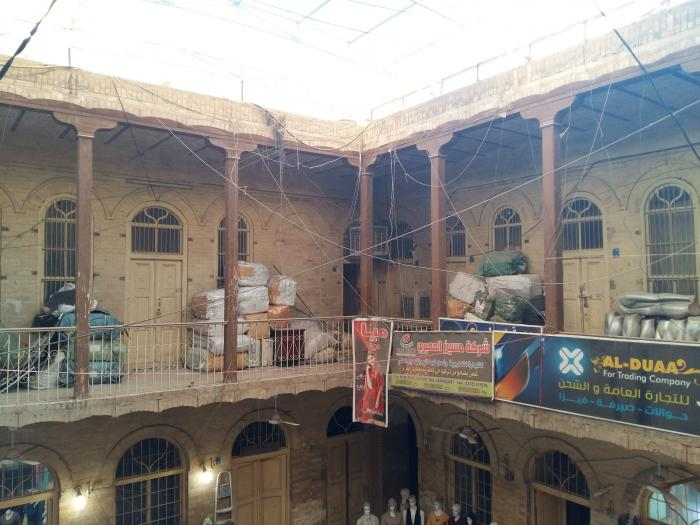

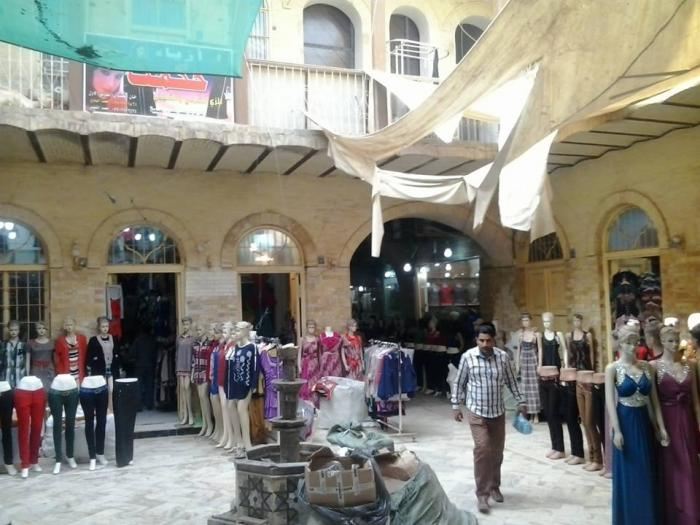

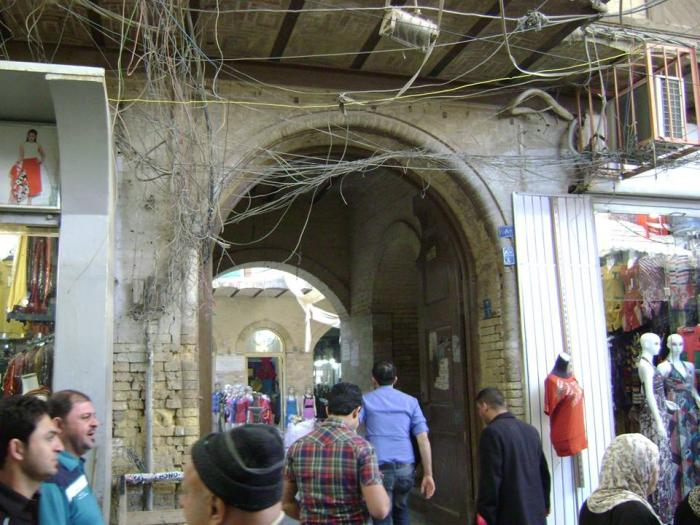